# جاناتان بی
جاناتان بی (انگلیسی: Jonathan Bay؛ زادهٔ ۱ فوریهٔ ۱۹۹۳) بازیکن فوتبال است.
از باشگاه‌هایی که در آن بازی کرده‌است می‌توان به باشگاه فوتبال گودوی کروز اشاره کرد.